# Paweł Knapp
Paweł Grzegorz Knapp – polski ginekolog, profesor nauk medycznych i nauk o zdrowiu, pracownik naukowy Kliniki Ginekologii i Ginekologii Onkologicznej Wydziału Lekarskiego z Oddziałem Stomatologii i Oddziałem Nauczania w Języku Angielskim Uniwersytetu Medycznego w Białymstoku.

## Życiorys
W 2000 r. obronił pracę doktorską pt. Znaczenie skomputeryzowanego badania fluorokolposkopowego w oszczędzającym leczeniu zmian szyjki macicy, której promotorem był prof. Marian Szamatowicz, w 2013 r. habilitował się na podstawie pracy zatytułowanej Analiza czynników indukujących karcinogenezą raka endometrium. W 2021 r. uzyskał tytuł profesora nauk medycznych i nauk o zdrowiu w dyscyplinie nauk medycznych. Pracował na stanowisku adiunkta w Klinice Ginekologii z Blokiem Operacyjnym na Wydziale Lekarskim z Oddziałem Stomatologii i Oddziałem Nauczania w Języku Angielskim Uniwersytetu Medycznego w Białymstoku.
Jest profesorem Kliniki Ginekologii i Ginekologii Onkologicznej Wydziału Lekarskiego z Oddziałem Stomatologii i Oddziałem Nauczania w Języku Angielskim Uniwersytetu Medycznego w Białymstoku.